# Rain (chanson de Status Quo)
Pour les articles homonymes, voir Rain.
Singles de Status Quo
Quo Live!
(1975) Mystery Song
(1976)
Rain est le premier single issu de l'album Blue for You du groupe anglais Status Quo.

## Historique
Sorti le 6 février 1976, il précède la sortie de l'album d'un mois et atteindra la 7e place dans les charts britanniques où il sera classé pendant 7 semaines.
Le titre figurant en face B est You Lost the Love (originellement intitulé Piece of Mind) qui ne figurera pas sur la version originale de Blue for You mais qu'on trouvera sur la réédition de 2005.
Originellement Rain devait figurer sur l'album précédent On the Level mais lors de l'enregistrement de celui-ci, Rick Parfitt, le compositeur, n'avait pas encore totalement fini la chanson. Elle fut donc mise de côté pour l'album suivant.

## Liste des titres
- Face A : Rain (Rick Parfitt) - 4:33
- Face B : You Lost the Love (Francis Rossi / Robert Young) - 2:58

## Musiciens
- Francis Rossi : guitares.
- Rick Parfitt : chant, guitare.
- Alan Lancaster : basse.
- John Coghlan : batterie, percussions.

## Charts
| Date       | Chart               | durée du classement | Position |
| ---------- | ------------------- | ------------------- | -------- |
| 06/03/1976 | UK Singles Chart    | 7 semaines          | 7e       |
| 01/03/1976 | Single Top 100      | 9 semaines          | 27e      |
| 20/03/1976 | (V) Ultratop        | 6 semaines          | 10e      |
| 15/03/1976 | Top 100             | 5 semaines          | 70e      |
| 06/03/1976 | Mega Top 50         | 5 semaines          | 5e       |
| 02/04/1976 | Schweizer Hitparade | 8 semaines          | 8e       |